# Dormilon à calotte rousse
Muscisaxicola rufivertex
Espèce
Statut de conservation UICN

 LC  : Préoccupation mineure
Le Dormilon à calotte rousse (Muscisaxicola rufivertex) est une espèce de passereau placée dans la famille des Tyrannidae.

## Illustrations
- Photos

## Habitat
Son habitat est les zones de fruticées et de pâturage en haute montagne dans les régions tropicales et subtropicales.

## Répartition et sous-espèces
Selon la classification de référence du Congrès ornithologique international (14.2, 2024) :
- M. r. occipitalis Ridgway, 1887 — nord de la puna ;
- M. r. pallidiceps Hellmayr, 1927 — centre/sud de la puna ;
- M. r. achalensis Nores & Yzurieta, 1983 — Sierras Pampeanas (es) ;
- M. r. rufivertex d'Orbigny & Lafresnaye 1837 — Andes frontalières du Chili et de l'Argentine.